# My Paper Made Men
My Paper Made Men – drugi album studyjny Amy Studt wydany 5 maja 2008 roku jako digital album. 2 marca 2009 ukazała się wersja płytowa albumu z dodatkowym utworem The Lucky Ones. Płytę promowała trasa koncertowa Do It Yourself Tour.

## Lista utworów

### Wersja MP3/CD
1. "Sad, Sad World" – 4:20
2. "She Ran" – 3:15
3. "Furniture" – 3:40
4. "She Walks Beautiful" – 5:38
5. "One Last Cigarette" – 3:31
6. "Nice Boys" – 3:32
7. "Walking Out" – 4:00
8. "Chasing the Light" – 4:11
9. "Paper Made Man" – 3:40
10. "Here Lies Love" – 3:35

### Wersja CD
1. "The Lucky Ones" – 3:35

### Wersja iTunes
1. "Foolish Heart" – 3:33

## Dema
Lista zawiera potwierdzone nagrania z sesji do My Paper Made Men
- "Breathe Into Me" (Studt/Eriksen/Poole)
- "Colour Me By Numbers" (Studt/Crutwell-Jones)
- "Everything Must Change" (Studt/Chambers/Braide)
- "Tree" (Studt/Johnson/Thornalley)